# Elektronskal
I den klassiske model for atomer er en elektronskal et diffust område, hvor der er størst sandsynlighed for at vekselvirke med en elektron. En elektronskal kan have en eller flere orbitaler.
Den bedste model vi har i dag er, at et atoms elektronsky (sum af elektronskaller) skal opfattes som den rumlige sum af elektronernes stående bølgers form i rumtiden om atomkernens stående bølge.
De enkelte orbitaler kan gå gennem hinanden og atomkernen, da der "blot" er tale om stående bølger.
En elektronskal er f.eks. en diffus sfære i en bestemt afstand fra atomkernen.

## Elektronskaller
Elektronskaller benævnes K, L, M, N, O, P og Q; eller 1, 2, 3, 4, 5, 6 og 7; gående fra den inderste skal og udad. Elektroner i de ydre skaller har højere middelenergi og er længere fra atomkernen end elektroner i de indre skaller.

## Orbitaler
Typer af orbitaler:
- s-orbitalen (skarp) – hver elektronskal kan maksimalt rumme en s-orbital.
- p-orbitalen (principal) – elektronskal L og højere kan maksimalt rumme 3 p-orbitaler hver.
- d-orbitalen (diffus) – elektronskal M og højere kan maksimalt rumme 5 d-orbitaler hver.
- f-orbitalen (fundamental) – elektronskal N og højere kan maksimalt rumme 7 f-orbitaler hver.
- Den teoretiske g-orbital – elektronskal O og højere kan maksimalt rumme 9 g-orbitaler hver.
  - Orbitaler kan maksimalt rumme 2 elektroner, der skal have forskelligt spin.

| Bikvantetal (ℓ) | Orbital | Magnetisk kvantetal (m) | Maks. antal elektroner |
| --------------- | ------- | ----------------------- | ---------------------- |
| 0               | s       | 0                       | 2                      |
| 1               | p       | 0, ±1                   | 6                      |
| 2               | d       | 0, ±1, ±2               | 10                     |
| 3               | f       | 0, ±1, ±2, ±3           | 14                     |
| 4               | g       | 0, ±1, ±2, ±3, ±4       | 18                     |

Elektronskallernes maksimale elektronantal opfylder den empiriske formel 2×n2, hvor n er elektronskalsnummeret:
- K (1) kan have op til 2 elektroner
- L (2) kan have op til 2+6= 8 elektroner
- M (3) kan have op til 2+6+10= 18 elektroner
- N (4) kan have op til 2+6+10+14= 32 elektroner
- O (5) kan have op til 2×52= 50 elektroner
- P (6) kan have op til 2×62= 72 elektroner
- Q (7) kan have op til 2×72= 98 elektroner

O har i praksis højst 32 elektroner, da elektronskallerne bliver fyldt op efter aufbau-princippet. Antallet af elektroner i O-skallen vil ifølge nobelpristageren Glenn T. Seaborg overstige 32 fra og med det hypotetiske grundstof Unbiunium (121).
| Hovedkvantetal (n)                                   | Bikvantetal (ℓ) | Sum (n+ℓ) | Aufbau- rækkefølge | Letteste grundstof |
| ---------------------------------------------------- | --------------- | --------- | ------------------ | ------------------ |
| 1 (K)                                                | 0               | 1         | 1s                 | Brint              |
| 2 (L)                                                | 0               | 2         | 2s                 | Lithium            |
| 2                                                    | 1               | 3         | 2p                 | Bor                |
| 3 (M)                                                | 0               | 3         | 3s                 | Natrium            |
| 3                                                    | 1               | 4         | 3p                 | Aluminium          |
| 4 (N)                                                | 0               | 4         | 4s                 | Kalium             |
| 3                                                    | 2               | 5         | 3d                 | Scandium           |
| 4                                                    | 1               | 5         | 4p                 | Gallium            |
| 5 (O)                                                | 0               | 5         | 5s                 | Rubidium           |
| 4                                                    | 2               | 6         | 4d                 | Yttrium            |
| 5                                                    | 1               | 6         | 5p                 | Indium             |
| 6 (P)                                                | 0               | 6         | 6s                 | Cæsium             |
| 4                                                    | 3               | 7         | 4f                 | Cerium             |
| 5                                                    | 2               | 7         | 5d                 | Lanthan            |
| 6                                                    | 1               | 7         | 6p                 | Thallium           |
| 7 (Q)                                                | 0               | 7         | 7s                 | Francium           |
| 5                                                    | 3               | 8         | 5f                 | Protactinium       |
| 6                                                    | 2               | 8         | 6d                 | Actinium           |
| Glenn T. Seaborgs model for fremtidige grundstoffer: |                 |           |                    |                    |
| 7                                                    | 1               | 8         | 7p                 | Nihonium           |
| 8 (R)                                                | 0               | 8         | 8s                 | Ununennium         |
| 5                                                    | 4               | 9         | 5g                 | Unbiunium          |

Selvom det almindeligvis hævdes, at alle elektroner i en skal har samme energi, er dette blot en approksimation. Men elektroner i en orbital har den samme energi – og de efterfølgende orbitalers elektroner har højere energi per elektron end tidligere orbitalers.

## Andet
I den inderste skal benævnt K (eller 1) er der plads til maksimalt to elektroner i s-orbitalen. Når atomnummeret er større end to må de overskydende elektroner nødvendigvis befinde sig i skaller længere væk fra kernen.
I den yderste elektronskal i et atom er den stabile tilstand, at der er otte elektroner.
Atomer, der ikke har otte elektroner yderst har tendens til at indgå i kemiske forbindelser, så den yderste skal fyldes op, eller donere overskydende elektroner væk; dette kaldes oktetreglen.
De eneste grundstoffer, der har en stabil atomstruktur i sig selv er ædelgasserne.